# Фута (перевал)
Перевал Фута (итал. Passo della Futa — горный перевал в Тоскано-Эмилианских Апеннинах, на высоте 903 м над уровнем моря, расположенный в провинции Флоренция, в коммуне Фиренцуола. В нескольких метрах к северу от перевала его пересекает государственная дорога 65 Фута с провинциальной дорогой 116 Корнаккьяйя — Фиренцуола. Он отделяет долину Муджелло от долины реки Сантерно и Тоскано-Эмилианские Апеннины от Тоскано-Романьских Апеннин. Перевал Ратикоса расположен в нескольких километрах и также находится в коммуне Фиренцуола.

## История

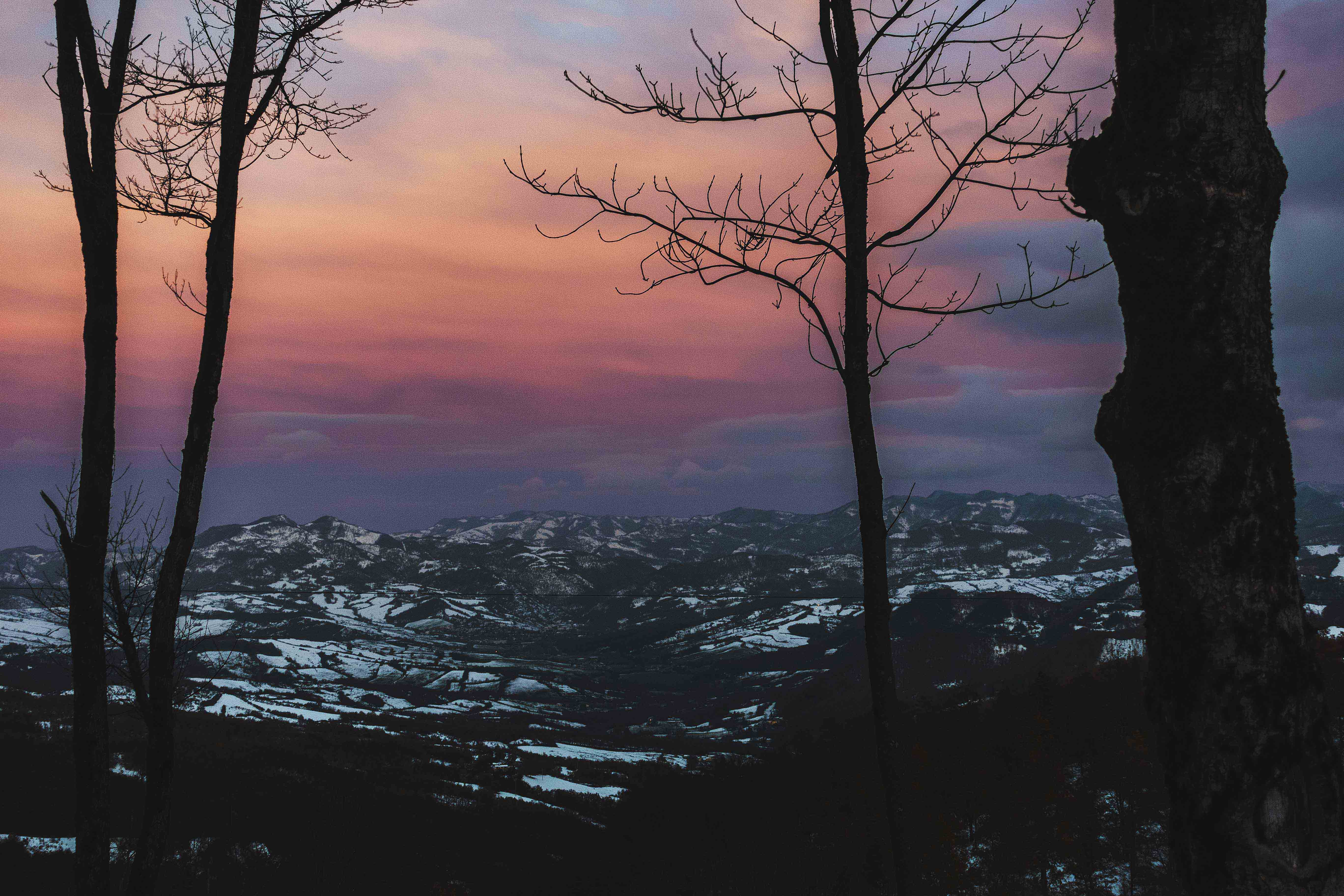
Вид с перевала Фута на долину Сантерно

В древности и в раннем Средневековье это был единственный пункт доступа в долины Сантерно и Сенио для тех, кто приезжал из Тосканы. С 1361 года на пути между Тосканой и Романьей к нему примыкал перевал Джого. В 1759 году было завершено строительство дороги Фута (Флоренция-Болонья): с тех пор перевал снова стал одним из самых посещаемых для пересечения Апеннин.
Во время Второй мировой войны его обороняли некоторые из основных укрепленных сооружений, созданных в немецкой оборонительной системе, называемой Готской линией. Эти позиции были оставлены после прорыва союзников на соседнем перевале Скарперия в сентябре 1944 года. С 1950-х годов здесь находится важное немецкое военное кладбище. После открытия 3 декабря 1960 года апеннинского участка Автострады А1 ею в основном пользовались жители близлежащих городов для поездок по региону, а также мотоциклисты.

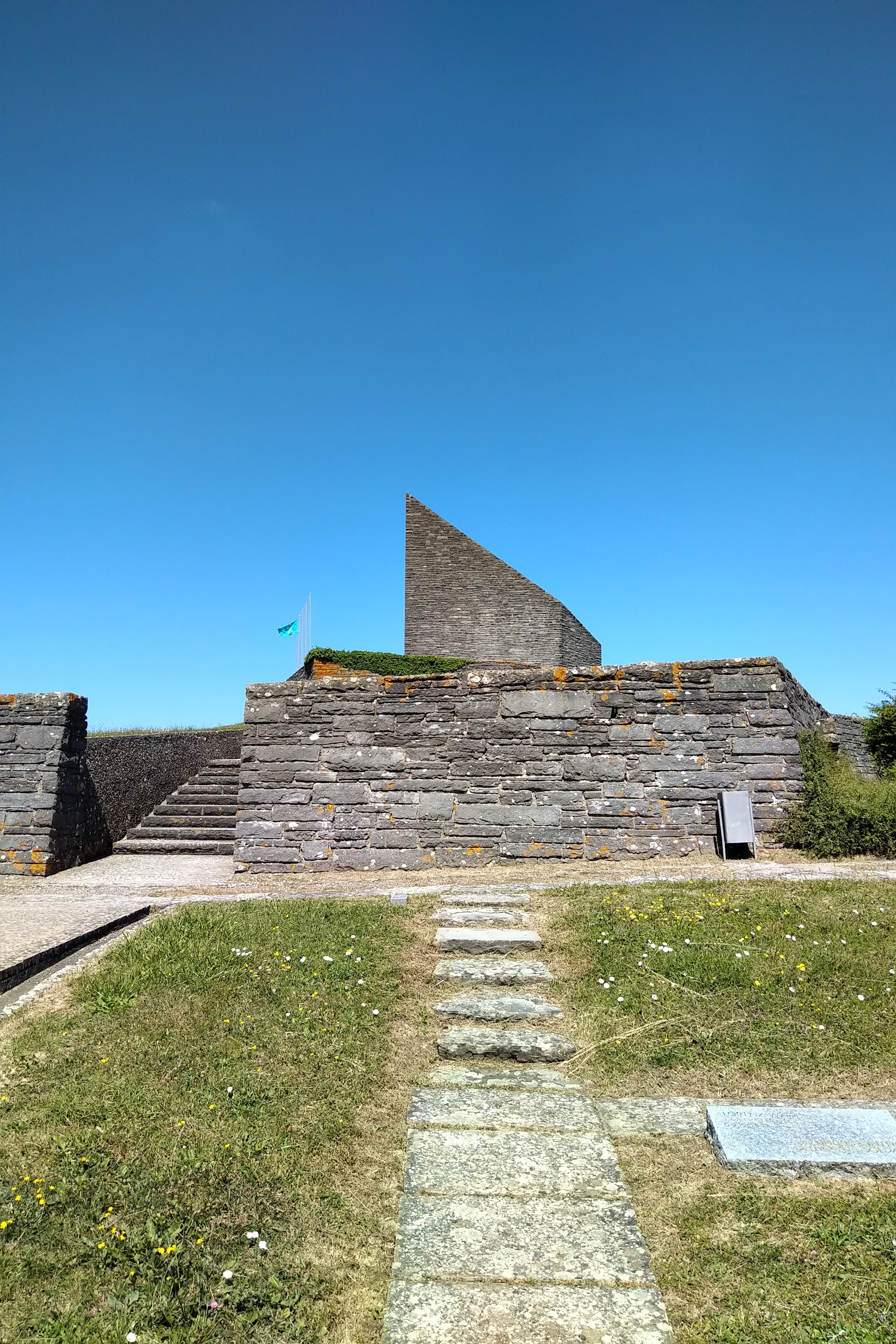
Немецкое военное кладбище.

Перевал был включен в маршрут большинства гонок Mille Miglia (1927-1957).